# Каролин Гарсија
Каролин Гарсија (фр. Caroline Garcia; 16. октобар 1993) бивша је француска тенисерка.
Најбољи пласман на ВТА листи у појединачној конкуренцији јој је 4. место, а у конкуренцији парова 2. место. Гарсија је освојила ВТА првенство у појединачној конкуренцији 2022.
Двострука је шампионка на гренд слемовима у дублу, пошто је у пару са Кристином Младеновић освојила титулу на Отвореном првенству Француске 2016. и 2022. године. Биле су вицешампионке на Отвореном првенству САД 2016, а уз Младеновићеву је изабрана за најбољи ВТА дубл 2016. године.
Успешно наступа у појединачној конкуренцији. Освојила је једанаест титула (до априла 2023), укључујући три ВТА 1000 турнира: 2017. Вухан Опен, 2017. Кина Опен и 2022. Синсинати Опен.
Од 2013. године представља Француску у Били Џин Кинг купу и била је део тима који је освојио титулу 2019. Такође се два пута такмичила за Француску на Олимпијским играма.

## Финала

### ВТА финале (1–0)
| Исход     | Година | Турнир        | Подлога | Противница      | Резултат    |
| Победница | 2022   | ВТА првенство | Тврда   | Арина Сабаленка | 7–6(4), 6–4 |